# Rockenfeld

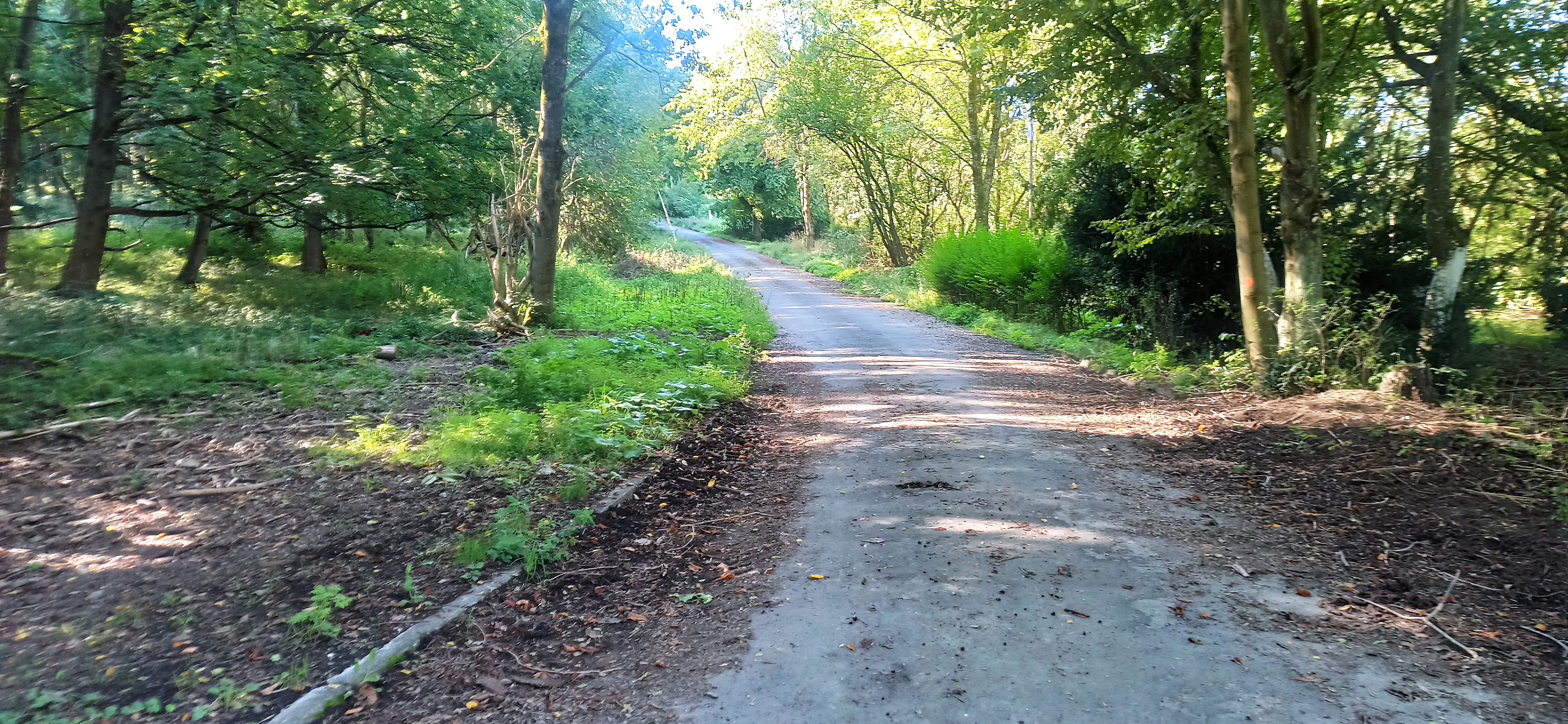
Rockenfeld en Septembre 2023 ; bordure de trottoir encore visible à gauche

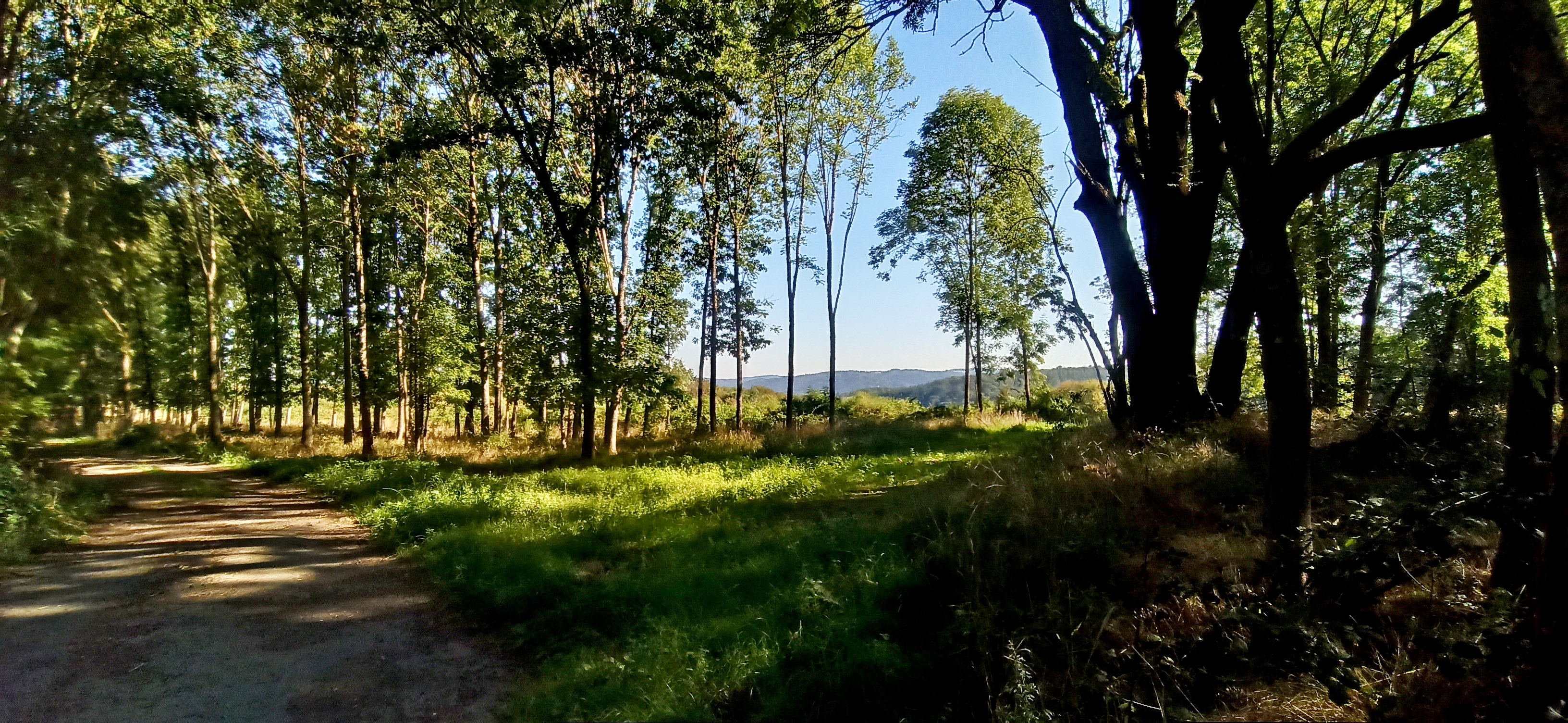
Rockenfeld en 2023 ; en arrière-plan vue en direction vallée de la Wied et montagnes du Westerwald

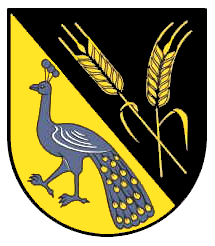
Armoiries de l'ancienne commune de Rockenfeld

Rockenfeld est un village abandonné, qui se situe aujourd’hui sur le territoire du quartier Feldkirchen de la ville de Neuwied en Allemagne. Il est à l’origine des noms de Rockenfeller et Rockefeller.

## Géographie
L'endroit de l'ancien village de Rockenfeld se trouve à une altitude de 330 m, sur une colline montante vers le sud, entre les vallées des ruisseaux Rockenfelder Bach à l’ouest et un affluent du Nonnenbach à l’est. Rockenfeld est délimité à l’est par le district forestier de Wied. L’unique accès par route se fait par la départementale K1 qui monte sur 8 km depuis Rheinbrohl en vallée du Rhin.

## Histoire
La proximité du lieu avec le tracé du Limes de Germanie, qui délimita l’Empire romain, et les restes d’un petit fort romain Kleinkastell Am Forsthofweg (en) à moins d‘1 km indiquerait un peuplement précoce de l’endroit.
Il est rapporté que plus tard, non seulement les burgraves de Hammerstein et la principauté électorale de Trèves, mais également la maison comtale de Wied et le l'Abbaye de Saint Thomas (de) possédaient une cour à Rockenfeld.
Le village est mentionné pour la première fois dans un document de l’an 1280 en tant que Rukenvelt, dont la partie Ruken voudrait dire crête et le suffixe velt indiquerait un champ. Le nom du village est donc lié à son emplacement sur la première crête montagneuse entre la vallée du Rhin et le massif du Westerwald.
Jusqu’en 1693, il faisait administrativement partie de la localité de Gönnersdorf (aujourd’hui Feldkirchen/Neuwied). En 1846, le village comptait 11 familles. En 1885, une école officielle a été installée à Rockenfeld, puis refermée en 1935.
Immédiatement après la Seconde Guerre mondiale, le village comptait encore 50 habitants, mais il y avait un exode constant. Le conseil municipal a finalement décidé la dissolution de la commune en 1965. Les restes des maisons et fermes abandonnées ont été brulées par les pompiers en 1969. La derrière maison de Rockenfeld fut démolie en 1995.

## Le lieu aujourd'hui
Aujourd’hui (2023), c’est un endroit déserté à l'intérieur du parc naturel Rhin-Westerwald, avec comme seules restes visibles, un monument de 1962/63 et une pierre commémorative.
Depuis environ 30 ans s’est établi la tradition de la kermesse de Rockenfeld (Rockenfelder Kirmes), une fête organisée sur ce site tous les ans le 1er mai, par l’association Junggesellenverein de Rheinbrohl. On y propose, outre diverses boissons, la traditionnelle soupe aux petits pois ainsi que des saucisses et autres mets. L’événement est particulièrement apprécié par des randonneurs et cyclistes.